# STS-54
STS-54 e петдесет и третата мисия на НАСА по програмата Спейс шатъл и трети полет на совалката Индевър. Основната задача на мисията е извеждане в орбита на спътника "TDRS-F (6)".

## Екипаж
| Пост                    | Астронавт                                |
| ----------------------- | ---------------------------------------- |
| Командир                | Джон Каспър втори космически полет       |
| Пилот                   | Доналд Макмонагъл втори космически полет |
| Специалист на мисията 1 | Марио Рънко втори космически полет       |
| Специалист на мисията 2 | Грегъри Хърбо втори космически полет     |
| Специалист на мисията 3 | Сюзан Хелмс първи космически полет       |

- Броят на полетите е преди и включително тази мисия.

## Полетът
Основният полезен товар – спътника "TDRS-F (6)" е успешно изведен на първия ден от мисията. По-късно с помощта на собствения си двигател се разполага на работната си геосинхронна орбита. Екипажът извършва в орбита няколко експеримента.
- С помощта на дифузен рентгенов спектрометър Diffuse X-ray Spectrometer (DXS) се събират данни за излъчваните рентгенови лъчения от точкови източници, разположени в дълбокия космос. В товарния отсек на совалката, изложени на влиянието на микрогравитацията са разположени:
- Апаратурата Commercial General Bioprocessing Apparatus (CGPA) е предназначена за изследвания в областта на биологията;
- Експерименти по деленето на растителни клетки и хромозоми в космоса Chromosome and Plant Cell Division in Space Experiment(CHROMEX) – проучване на растежа на растенията;
- Експерименти по анатомична физиология Physiological and Anatomical Rodent Experiment (PARE) – изследване на костната система и адаптирането и към условията на космоса;
- измерване на космическото ускорение Space Acceleration Measurement Equipment (SANS) – измерване и записване на ускорението в условията на микрогравитация;
- Експеримент Solid Surface Combustion Experiment (SSCE) за измерване на скоростта на разпространение на пламъка и температурата на изгаряне на филтърна хартия.

На петия ден от полета специалистите на мисията Марио Рънко и Грегъри Хърбо прекарват около 4 часа и половина в товарния отсек на совалката за провеждане на серия от експерименти. Целта им е да се получат допълнителни сведения за възможностите за работа в такива условия. Изпробва се възможността и способността им да се движат свободно из товарното отделение, ходене на места с ограничения за движението на краката, без помощта на ръцете и се симулира придвижване на големи обекти в условията на микрогравитация.

## Параметри на мисията
- Маса:
  - При кацане: 92 988 кг
  - Маса на полезния товар: 18 559 кг
- Перигей: 302 км
- Апогей: 309 км
- Инклинация: 28,5°
- Орбитален период: 90.6 мин.

### Космически разходки
| № | Участници                   | Начало         | Край        | Продължителност  |
| - | --------------------------- | -------------- | ----------- | ---------------- |
| 1 | Грегъри Хърбо и Марио Рънко | 17 януари 1993 | 11 май 1992 | 4 часа 28 минути |

## Галерия
- Стартът.
- Изстрелването на TDRS-F.
- Астронавтите в открития космос.